# ميتش غيليسبي
ميتش غيليسبي (بالإنجليزية: Mitch Gillespie)‏ هو سياسي أمريكي، ولد في 19 أغسطس 1959. حزبياً، نشط في الحزب الجمهوري. وقد انتخب عضو مجلس نواب كارولينا الشمالية.